# Seconda scuola di Vienna

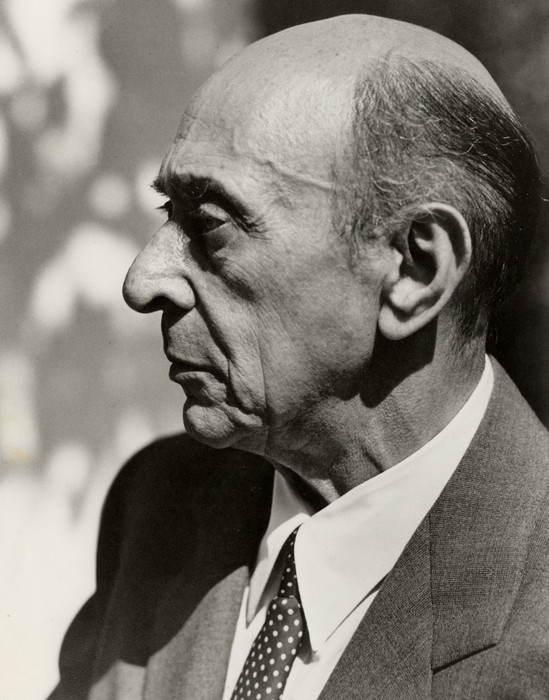
Arnold Schönberg 1948

La seconda scuola di Vienna (a volte indicata semplicemente, soprattutto nella letteratura tedesca, come scuola di Vienna) è la teoria compositiva basata sulla dodecafonia, fondata all'inizio del XX secolo a Vienna da Arnold Schönberg. I suoi esponenti più importanti furono lo stesso Schönberg e i suoi allievi Alban Berg e Anton Webern.
La denominazione fa riferimento ad un'implicita e solo teorica prima scuola di Vienna: quella formata da Franz Joseph Haydn, Wolfgang Amadeus Mozart e Ludwig van Beethoven. Va altresì fatto notare come l'implicita ammissione di esistenza di una "prima scuola di Vienna" non si fonda su alcuna base storica né, tantomeno, estetica.
Vienna all'inizio del XX secolo era il centro di rinnovamento artistico e culturale dell'Europa centrale. Ciò permise lo sviluppo di nuove teorie nelle varie discipline artistiche, come fecero ad esempio Gustav Klimt nella pittura e Gustav Mahler nella musica.
In questo clima di rinnovamento, Mahler e soprattutto Wagner (1813-1883) col loro sinfonismo, avevano messo definitivamente in crisi tutte le forme lessicali fino ad allora in uso (tonalità, consonanza, melodia tradizionalmente intesa, ritmo, struttura). La musica si svincolava così dalla realtà per approdare in uno spazio virtuale e immanente.
In questo clima di apertura alle novità Schönberg trovò spazio per sviluppare le sue teorie, basate sulla ricerca di un nuovo tipo di linguaggio sganciato dalla tonalità. Queste idee furono sviluppate da Schönberg nelle lezioni che egli tenne a Vienna fra il 1903 e il 1911.
I suoi due allievi più importanti, Webern e Berg, che in un primo momento avevano adottato il sistema tonale, si convertono alla atonalità e all'uso della sistematica dissonanza. Tuttavia è solo con la pubblicazione delle teorie di Arnold Schönberg in un manuale del 1911 e con le prime composizioni seriali dei primi anni venti che abbiamo la nascita e la consacrazione della dodecafonia, cioè di quel nuovo sistema compositivo che fu il punto d'approdo della seconda scuola di Vienna.